# Il mastino
Il mastino è una serie televisiva italiana del 1998 diretta da Ugo Fabrizio Giordani e da Francesco Laudadio.

## Trama
L'ex poliziotto divenuto investigatore privato Giorgio Bruni detto "Il mastino" ha aperto un'agenzia di investigazioni a Lucca affiancandosi al suo aiutante e braccio destro Santino De Pasquale e alla sua segretaria Paola Sinibaldi per risolvere piccoli casi di provincia.

## Episodi
| nº | Titolo                     | Prima TV         |
| -- | -------------------------- | ---------------- |
| 1  | Voci                       | 21 gennaio 1998  |
| 2  | Tradimenti                 | 22 gennaio 1998  |
| 3  | Rea confessa               | 29 gennaio 1998  |
| 4  | Perché piange quella donna | 5 febbraio 1998  |
| 5  | Un grande poliziotto       | 11 febbraio 1998 |
| 6  | Shangai                    | 22 febbraio 1998 |